# Palau Rameau
El Palau Rameau és un palau d'exposicions d'horticultura a Lilla a França.
El 1875, l'horticultor Auguste Rameau va deixar tota la seva fortuna a la ciutat amb la condició de construir un palau dedicat a les exposicions d'horticultura.
Els arquitectes Henri Contamine i Auguste Mourcou van dissenyar l'edifici en un estil mixt romànic-romà d'Orient, amb elements industrials de vidre i de ferro, típics del segle XIX. Fou edificat entre 1878-1881. Baixos relleus amb temes com les quatre estacions, Flora i Pomona il·lustren la destinació original del palau.

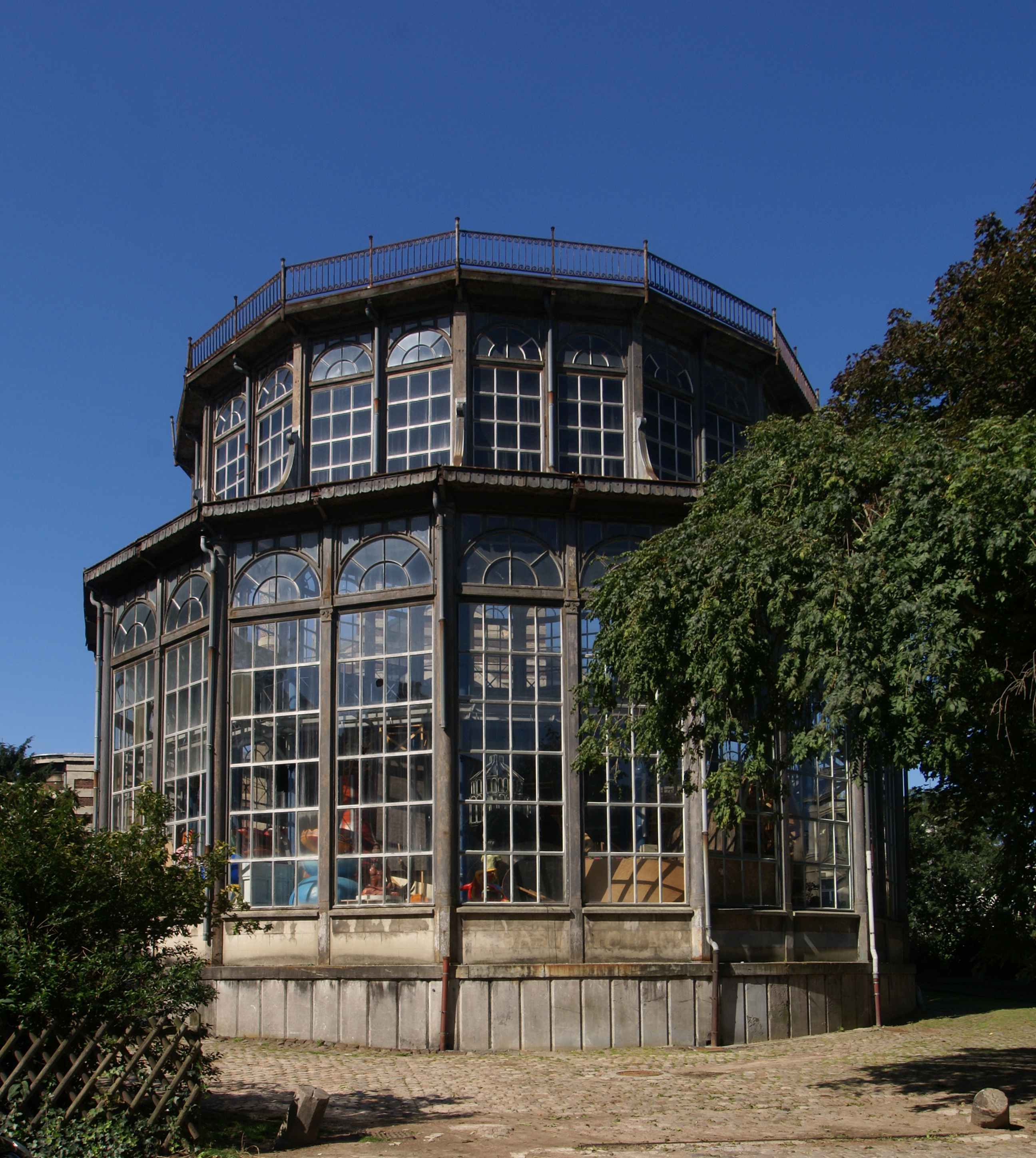
Hivernacle
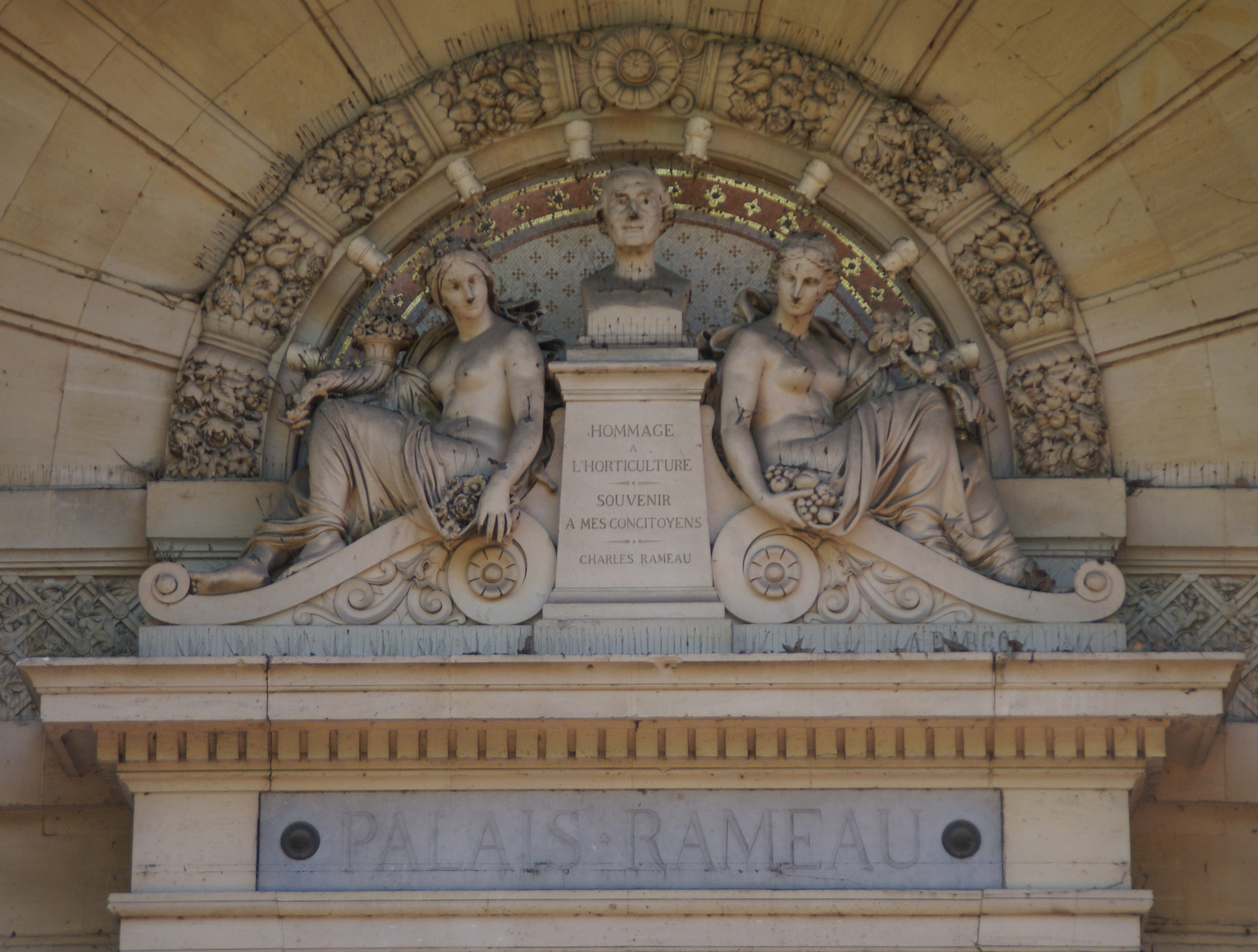
Frontó amb bust d'en Auguste Rameau i dedicació. Flora, a l'esquerra i Pomona a la dreta.